# Reglamento Provisorio de Gobierno
El Reglamento Provisorio Constitucional (también como Reglamento Provisional de Gobierno) fue la primera y única constitución que tuvo la Provincia Libre de Guayaquil. Fue el fundamento y la fuente de la autoridad jurídica que sustentaba la existencia de Guayaquil y de sus territorios emancipados. Este reglamento fue el primer texto constitucional con fuerza de ley creado en el actual territorio de Ecuador, y uno de los primeros en América del Sur.
Esta carta magna se origina luego de la revolución independentista de Guayaquil el lunes 9 de octubre de 1820, a la que se sumaron inmediatamente varios ayuntamientos. Samborondón el 10, Daule el 11 y Naranjal el 15. Veintitrés días después, el miércoles 8 de noviembre, convocados por el ayuntamiento de Guayaquil, los 57 representantes de todos los ayuntamientos del nuevo Estado instalaron el Colegio Electoral o Congreso de la Provincia Libre de Guayaquil, considerado la primera asamblea constituyente celebrada en los territorios independizados de la Audiencia de Quito, el organismo colegiado dictó su estatuto electoral o constitución de la provincia denominada "Reglamento Provisorio de Gobierno" que regiría los destinos jurídicos de este Estado. La carta fundamental de la Provincia entregó el poder a un triunvirato integrado por Olmedo, Ximena y Roca. De inmediato se enviaron mensajeros a Bolívar y San Martín, del mismo modo que a las ciudades de la Sierra que indicaban la constitución del nuevo estado. El reglamento estuvo vigente hasta cuando la Provincia Libre de Guayaquil fue forzada a anexarse a la Gran Colombia.
La constitución guayaquileña constaba de veinte artículos agrupados en los seis capítulos que componen el texto. Sus puntos principales contenían elementos propios del republicanismo como la división de poderes y la igualdad ante la ley, y del liberalismo como el libre comercio, el pacifismo manchesteriano, servicio militar voluntario (excepto en caso de guerra) y el derecho de elegir su futuro estatus político; siendo el establecimiento de una religión oficial (religión católica) el único aspecto conservador que se constata en la carta política.